# In der Sache J. Robert Oppenheimer
„In der Sache J. Robert Oppenheimer“ ist ein Schauspiel von Heinar Kipphardt, das sich kritisch mit den Untersuchungen gegen amerikanische Wissenschaftler in der McCarthy-Ära auseinandersetzt. Die Uraufführung als Fernsehinszenierung fand 1964 statt.

## Hintergrund
Das Schauspiel baut auf zwei verschiedenen Hintergründen auf. Zum einen werden die amerikanischen Bemühungen zum Bau der Atombombe im Zweiten Weltkrieg, das sogenannte Manhattan-Projekt, geschildert, die 1942 von einer Gruppe von Physikern unter der Leitung der historischen Person J. Robert Oppenheimer in Berkeley aufgenommen wurden. Anhand der in diesem Projekt gemachten Erfahrungen sowie aufgrund der Loyalitätsfrage bei Oppenheimers Weigerung, am Bau der Wasserstoffbombe 1951 mitzuwirken, setzte die Atomenergiekommission der USA einen Untersuchungsausschuss ein, dessen Aufgabe es war, die Loyalität der Wissenschaftler zu überprüfen.
Oppenheimer, ein gebürtiger Amerikaner deutscher Herkunft, wurde 1954 drei Wochen lang heftigsten Verhören ausgesetzt, da ihm Sympathien zum Kommunismus und Landesverrat vorgeworfen wurden. 1954 wurde ein Verfahren gegen Oppenheimer eingeleitet. Es endete damit, dass Oppenheimer die erforderliche Sicherheitsgarantie für die weitere Arbeit an Regierungsprojekten entzogen wurde. Erst 1963 rehabilitierte Präsident John F. Kennedy den Wissenschaftler.

## Handlung

### 1. Teil
1. Szene
Am 12. April 1954 tritt der Untersuchungsausschuss der Atomenergiekommission zum ersten Mal zusammen. Dieser soll klären, ob dem Physiker J. Robert Oppenheimer die Sicherheitsgarantie erteilt werden kann. Der Ausschuss setzt sich aus dem Vorsitzenden Gordon Gray, einem Zeitungsverleger, Besitzer von Radiostationen und ehemaligem Staatssekretär im Kriegsministerium, Ward V. Evans, einem Professor der Chemie in Chicago, und Thomas A. Morgan, dem Generaldirektor der Sperry Gyroscope Company, einer Atomausrüstungsfirma, zusammen. Roger Robb und C. A. Rolander, ein Mitarbeiter Robbs und Sicherheitsfachmann, vertreten die Atomenergiekommission. Oppenheimer wird durch die Anwälte Lloyd K. Garrison und Herbert S. Marks vertreten.
Als Zeuge wird zunächst Oppenheimer selbst befragt. Marks spielt ein Interview von Senator McCarthy vor, in dem McCarthy die Entwicklung der Wasserstoffbombe und das Atomwaffenmonopol der USA durch den Kommunismus und kommunistische Verräter bedroht sieht. Oppenheimer kritisiert bei der Frage, ob er den Ausschuss anerkenne, dass sich kaum Wissenschaftler darin befinden. Er ist bereit, unter Eid auszusagen, obwohl das nicht erforderlich ist.
Der Anwalt der Atomenergiekommission, Roger Robb, befragt ihn über seine Beteiligung am Atomwaffenprojekt der USA. Oppenheimer lehnt die Bezeichnung „Vater der Atombombe“ ab, obwohl er an der Konstruktion der Atombomben „Little Boy“ und „Fat Man“ beteiligt war. Er erklärt, dass er vom Kriegsministerium bei der Auswahl der Zielorte für die Atombombenabwürfe auf Hiroshima und Nagasaki als wissenschaftlicher Berater eingesetzt wurde. Er sollte die Eignung der Ziele Hiroshima, Kokura, Nigata und Kyōto auswerten. Das Ziel sollte möglichst unberührt von Bombardierungen sein und einen hohen militärisch-strategischen Wert besitzen, um die Wirkung der Atombombe exakt messen zu können.
Die politische Verantwortung für den Atombombenabwurf lehnt Oppenheimer jedoch ab, da er lediglich als Berater des Kriegsministeriums eingesetzt wurde und die Entscheidung nicht traf. Über die Tötung von Zivilisten, 70.000 nach seiner Angabe, äußerte er moralische Skrupel. Er erklärt, dass er die Atombombe mitentwickelte, um Hitlerdeutschland darin zuvorzukommen und damit zu verhindern, dass sie eingesetzt wird. Den Einsatz einer Wasserstoffbombe auf Hiroshima hätte Oppenheimer jedoch nicht befürwortet. Die Stadt eigne sich nicht als Ziel einer Wasserstoffbombe, weil sie zu klein sei.
Robb befragt nun Oppenheimer über die Anschuldigungen der Atomenergiekommission. Dieser entgegnet, dass ihn die Anschuldigungen deprimieren, da sie seine Arbeit für die Vereinigten Staaten nicht würdigen und ihn fälschlicherweise des aktiven Widerstands gegen den Bau der Wasserstoffbombe durch Beeinflussung anderer Wissenschaftler bezichtigen. Robb kündigt an, sich mit Oppenheimers Verbindungen auseinanderzusetzen, woraufhin Garrison beantragt, dass ältere Beschuldigungen, welche schon in früheren Verfahren geklärt werden sollten, nicht Gegenstand des Verfahrens werden sollten. Robb erhebt Einspruch, da er weitere Beweise gegen Oppenheimer habe. Gray lehnt den Antrag deswegen ab.
1. Zwischenszene
Evans zeigt Interesse an Robb, welcher ihm daraufhin erklärt, weshalb er davon überzeugt ist, dass die Anschuldigungen gegen sein früheres Idol Oppenheimer seiner Meinung nach gerechtfertigt sind. Er kann sich jedoch nicht erklären, weshalb Oppenheimer die Entwicklung der Wasserstoffbombe ablehnt. Evans spekuliert, dass er Angst vor dieser haben könnte. Robb will die Gefühle und Motivationen Oppenheimers zum Gegenstand des Verfahrens machen, um eine lückenlose Aufklärung zu erreichen. Evans fragt sich jedoch, ob er damit die Privatsphäre Oppenheimers verletzt und ob Robbs Ansichten sich überhaupt noch im rechtsstaatlichen Bereich bewegen.
Robb: „Wenn die Sicherheit der freien Welt davon abhängt, müssen wir zu unserem Unbehagen an die Grenze gehen.“
Evans: „Manchmal vielleicht auch darüber?“
Robb: „Ich glaube, Dr. Evans, es gibt in der Chemie die quantitative und die qualitative Analyse.“ Er lacht.
2. Szene
Am nächsten Tag, dem 2. Verhandlungstag, befragt Robb Oppenheimer zu Verbindungen zur kommunistischen Partei und zu seinen Einstellungen zum Kommunismus. Oppenheimer sagte, dass er zwar Sympathien zum Kommunismus hatte, diese aber während der Gewaltherrschaft Stalins verschwanden. Während der Entwicklung der Atombombe musste er die Verbindung zu einigen kommunistischen Freunden unterbrechen, da er die Atombombe in der Wüste unter militärischen Sicherheitsbedingungen entwickeln musste. Robb geht weiter auf die Beziehung zu seiner damaligen Verlobten Dr. Jean Tatlock ein. Diese war wechselhaft Mitglied der kommunistischen Partei.
Robb: „... War Ihre frühere Verlobte Dr. Jean Tatlock Mitglied der kommunistischen Partei?“
Oppenheimer: „Ja. Weniger aus politischen, als aus romantischen Motiven. Sie war ein sehr empfindsamer, an den Ungerechtigkeiten dieser Welt tief verzweifelter Mensch.“
Tatlock beging Selbstmord. Kurz vor ihrem Tod traf sie sich mit ihrem Verlobten, und sie verbrachten eine Nacht in einem Hotel. Oppenheimer fragt, was das mit seiner Loyalität zu tun haben soll, doch Robb sieht in dem Treffen eine kommunistische Zusammenkunft. Oppenheimer ist empört. Er weigert sich, die Frage, worüber er mit seiner Verlobten in dieser Nacht sprach, zu beantworten, und verlässt den Zeugenstand. Garrison erhebt Einspruch und fordert, dass die Frage nicht gewertet wird. Gray gibt dem Einspruch statt.
2. Zwischenszene
Evans äußert gegenüber Morgan erhebliche Zweifel an dem Ziel des Verhörs. Er fragt sich, ob aus dem Loyalitätsprinzip ein Überwachungsstaat entsteht, der die Loyalität seiner Mitglieder überprüft und auswertet, seine Maßstäbe selbst festlegt und ob die Wissenschaft dabei hilft, diese Technik zu entwickeln. Morgan entgegnet, dass die kommenden Generationen der Wissenschaftler sich an diese Verhältnisse angepasst haben.
Evans: „... Ich weiß nicht, ob ich mich an Durchsichtigkeit gewöhnen will, ob ich dann noch leben möchte? «Sprich nicht, schreib nicht, rühr dich nicht», heißt es schon heute an den Universitäten, wenn das so weitergeht, wie soll das weitergehen?“
3. Szene
Am 3. Tag des Verhörs geht Robb auf Oppenheimers Verbindungen zum Kommunismus zur Zeit des Spanischen Bürgerkriegs ein. Oppenheimer unterstützte die Menschen, die in Spanien gegen Franko und die Nazis kämpften, mit $300 monatlich. Er stand den kommunistischen Organisationen nahe, war jedoch kein Mitglied der kommunistischen Partei und wollte dieser auch nicht beitreten, da er sich in seiner Unabhängigkeit nicht beeinflussen lassen wollte. Er sah die Welt durch den Faschismus bedroht und den Kommunismus als eine Alternative an, die aktiv dagegen vorging.
Robb: „Was beunruhigte Sie?“
Oppenheimer: „Was mich beunruhigte, Mr. Robb? – Dass die Welt mit den Händen in den Hosentaschen zusah. Ich hatte Verwandte in Deutschland, Juden, denen ich helfen konnte, in dieses Land zu kommen, und sie erzählten mir, was damals dort geschah.“
Robb verdächtigt Oppenheimer, dass am 23. Juli 1941 in dessen Haus in Berkeley ein geschlossenes Treffen kommunistischer Funktionäre stattgefunden hat. Ein kommunistischer Funktionär namens Schneidermann soll bei der Versammlung „die Neue Linie der kommunistischen Partei“ dargelegt haben. Ein Zeuge namens Paul Crouch und dessen Frau sollen das bezeugt haben. Marks beantragt, dass die Zeugen erscheinen und ihre Aussage bezeugen sollen. Dies ist jedoch nicht möglich, da das FBI die Zeugen für den Fall nicht freigegeben hat. Marks kann dann jedoch belegen, dass sich Dr. Oppenheimer und seine Frau zu dem besagten Zeitpunkt in New Mexico und nicht in Berkeley aufhielten.
3. Zwischenszene
Oppenheimer lehnt die Verwendung eines Telexentwurfs von Marks, einen zur damaligen Zeit verwendeten Fernschreibertext, ab. Marks will die Verhandlung an die Öffentlichkeit bringen, um die defensive Verteidigung Oppenheimers offensiver zu gestalten. Die Anwälte wollen den Fall der Öffentlichkeit zugänglich machen. Oppenheimer will jedoch nicht, dass die Anwälte so vorgehen, sondern dass sie weiter auf seine Verteidigung setzen. Garrison und Marks sehen in der Verhandlung ein Exempel, um die Wissenschaft zu unterdrücken. Die Verteidigung hat keinen Zugriff auf die Verhandlungsgegenstände.
...Garrison: „Wenn es um Tatsachen ginge, wenn es um Argumente ginge. Es geht um Sie als politisches Exempel.“ Oppenheimer: „Warum dann nicht McCarthy, sondern dieses Hearing?“ Marks: „Du bist der Bock, der übersprungen werden muss, die Unterwerfung der Wissenschaft unter die Militärs zu erzwingen, die Einschüchterung der Leute, die einen Ochsen einen Ochsen nennen, trotz McCarthy.“ Garrison: „Wenn der Chef von Los Alamos, wenn Oppie ein Verräter, ein verkappter Kommunist ist, dann kann man niemandem trauen, dann muss hier endlich jeder überwacht und durchleuchtet werden.“
Doch Oppenheimer geht es nicht darum, sondern nur um seine Sicherheitsgarantie. Doch da Oppenheimers Arbeitsvertrag sowieso nur noch 3 Monate läuft, wäre dieses Verfahren ohne einen politischen Hintergrund nicht notwendig. Marks vergleicht Oppenheimers Zeugenposition mit der Jungfrau von Orléans.
4. Szene

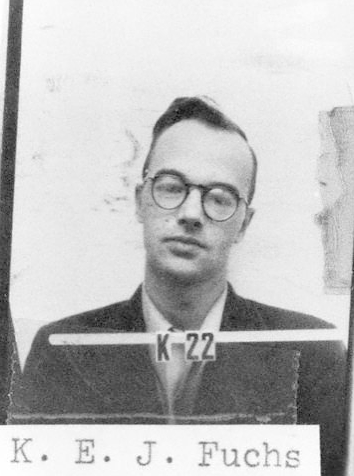
Klaus Fuchs (Foto auf seinem Los-Alamos-Dienstausweis während des Zweiten Weltkrieges)

Am Verhör des 5. Tages wird Oppenheimer über seine Auswahlkriterien für die an dem Atomwaffenprojekt beteiligten Wissenschaftler befragt. Er sagt, dass er es zwar damals für möglich hielt, einen Kommunisten an dem Projekt einzusetzen, heute allerdings nicht mehr. Dies begründet er damit, dass die Sowjetunion am Ende des Zweiten Weltkrieges ein Verbündeter der Westmächte war. Nach dem Zweiten Weltkrieg war das jedoch nicht mehr denkbar, da sich im Kalten Krieg Russland als möglicher Gegner Amerikas herausstellte. Die Kommunistische Partei der USA wurde als Spionageinstrument verwendet, was Oppenheimer jedoch nicht bekannt war, da sie eine legale Partei war und Amerika im Kampf gegen Hitlerdeutschland unterstützt hatte. Oppenheimer schlug keine Mitglieder der kommunistischen Partei vor, da er sich nicht sicher sein konnte, dass diese sich loyal gegenüber den Vereinigten Staaten verhielten. Er sah die Gefahr der Indiskretion. Bei ehemaligen Mitgliedern der Partei sah er jedoch nicht zwingend diese Gefahr.
Robb will nun von Oppenheimer wissen, wie er die Loyalität überprüfte. Er gibt als Beispiel Oppenheimers Bruder an, der Mitglied der kommunistischen Partei war. Oppenheimer hielt jedoch einen solchen Vertrauenstest bei seinem Bruder nicht notwendig, da er ihn für vertrauenswürdig erachtete. Er ist der Ansicht, dass es zwar allgemein sinnvoll ist, Kommunisten nicht an den Projekten zu beteiligen, dass es in Ausnahmefällen aber auch solche gibt, die sich als loyal erweisen. Als Beispiel nennt er hier Frédéric Joliot-Curie, einen Physiker, der am französischen Atomwaffenprojekt beteiligt war und während der Besatzungszeit der französischen kommunistischen Partei nahestand. Robb nennt darauf Wissenschaftler, die das Atombombenprojekt ausspionierten – Klaus Fuchs, Nunn May und Bruno Pontecorvo. Evans will von Oppenheimer wissen, ob er Fuchs näher kannte. Dieser gibt an, dass er ihn nur flüchtig kannte und ihn für sehr introvertiert hielt. Als Begründung für die Preisgabe der Informationen an die Russen nennt Oppenheimer „einigermaßen vermessene ethische Motive“, er wolle nicht, dass die Bombe in der Hand von nur einer Macht lag, da diese dann die Bombe missbrauchen könne. Er sagt, Fuchs „spielte ein bisschen die Rolle des lieben Gottes, des Weltgewissens“ und erklärt, dass er diese Einstellung ablehne.
Die Russen bekamen aber durch die Informationen von May und Fuchs keine wesentlichen Informationen für den Bau ihrer Atombombe, da ihre Konzepte anders aufgebaut waren. Die Befragung wird nun wieder auf Oppenheimers Bruder gerichtet. Dieser trat zwischen 1936 und 1937 in die Partei ein und 1941 aus. Er wurde erst an nichtgeheimen Projekten in Stanford eingesetzt, ging jedoch später nach Berkley, wo er an geheimen Strahlungsprojekten arbeitete. Oppenheimer teilte den Sicherheitsbehörden nicht mit, dass sein Bruder Mitglied der Kommunistischen Partei war.
Oppenheimer: „Ich glaube, ich bin nicht verpflichtet, die Karriere meines Bruders zu zerstören, wenn ich volles Vertrauen zu ihm habe.“ Oppenheimer steht hinter seinem Bruder. Auf die Frage Robbs, ob er es billige, dass sein Bruder die Mitgliedschaft in der kommunistischen Partei leugnete, antwortet Oppenheimer: „Ich billige es nicht, ich verstehe es. Ich missbillige, dass ein Mensch wegen seiner gegenwärtigen oder vergangenen Ansichten vernichtet wird. Das missbillige ich.“
Oppenheimer kritisiert, dass Menschen bereit sind, ihre Freiheit aufzugeben, um sie zu schützen.
4. Zwischenszene
Rolander verwendet sein Diktiergerät. Er zieht Parallelen zwischen der Bedrohung der Westmächte durch die Nazis und der Bedrohung durch die Sowjetunion. Sicherheitsfragen erheben nach ihm „nicht den Anspruch absolut gerecht und unantastbar moralisch zu sein. Sie sind praktisch.“ Er sieht das Wesen der Privatsphäre als hinderlich für die Untersuchung an und will die Verbindungen und Sympathien Oppenheimers untersuchen und bewerten, welche Auswirkungen sie in der Vergangenheit hatten und ob sie in der Gegenwart eine Bedrohung darstellen.
Rolander: „Ich komme mir so alt vor unter den älteren Leuten. Wo sie Ideologie haben ist bei mir nur ein blinder Fleck.“
 5. Szene
Rolander befragt Oppenheimer am 7. Verhörtag über politischen Sympathisanten zur Zeit des Manhattan-Projekts. Er will die Ursachen erfahren, weshalb so viele Physiker in Los Alamos mit dem Kommunismus sympathisieren. Oppenheimer: „Physiker interessieren sich für neue Dinge. Sie experimentieren gern und ihre Gedanken sind auf Veränderung gerichtet. Bei ihrer Arbeit, und so auch in politischen Fragen.“ Rolander benennt einige Schüler von Oppenheimer, Weinberg, Bohm, Lomanitz und Friedman, welche kommunistische Neigungen hatten. Oppenheimer setzte diese im Manhattan-Projekt ein, da er sie für fachlich kompetent hielt.
Als Rolander fragt, weshalb Oppenheimer so viele kommunistische Beziehungen hatte, antwortet dieser:
„Ja, ich finde das nicht unnatürlich. Es gab eine Zeit, da das sowjetische Experiment eine große Anziehungskraft auf alle diejenigen ausübte, die den Zustand unserer Welt nicht befriedigend fanden, und ich denke, er ist wirklich nicht befriedigend. Heute, da wir das sowjetische Experiment ohne Illusionen betrachten, heute, da uns Russland als eine feindliche Weltmacht gegenübersteht, verurteilen wir die Hoffnungen, die viele Menschen an den Versuch geknüpft hatten, vernünftigere Formen menschlichen Zusammenlebens mit größerer sozialer Sicherheit zu finden. Das scheint mir unweise, und es ist unzulässig, sie dieser Ansicht wegen herabzusetzen und verfolgen zu wollen.“
Er kritisiert, dass man „einen Menschen nicht auseinandernehmen kann wie einen Zündsatz“ und dass man Menschen nicht anhand der Beziehungen, die sie haben, alleine bewerten kann. Seine beiden Schüler Weinberg und Sohm waren Mitglieder der kommunistischen Partei. Nachdem dies herauskam, empfahl Oppenheimer ihnen einen Anwalt und nahm auch an ihrer Abschiedsparty teil. Er gibt an, dass er wegen der hohen Arbeitslosigkeit, die auch seine Studenten betraf, den marxistischen Ideen nahestand, worin er zumindest zeitweise eine Alternative sah.
5. Zwischenszene
Morgan und Gray rauchen Zigarren. Morgan erklärt Gray, dass die politischen Einstellungen Oppenheimers in zu großem Ausmaß in dem Prozess behandelt werden. Die subjektive Meinung der Wissenschaftler spielt für ihn keine Rolle, solange sie ihre objektive Arbeit nicht beeinflusst. Es solle geklärt werden, ob Oppenheimer sich hieran gehalten hat. Gray stimmt ihm zu.
6. Szene
Am 10. Verhörtag, dem 22. April 1954, ist der 50. Geburtstag Robert Oppenheimers. Robb gratuliert ihm. Er fragt ihn, ob Haakon Chevalier ihm eine Geburtstagskarte geschickt hat. Oppenheimer bejaht das. Chevalier ist ein französischer Schriftsteller, welcher linke Ansichten vertritt. Er ist ein Freund Oppenheimers. Oppenheimer erfuhr auf einer Party im Winter 1942/43 von Chevalier, dass der Chemotechniker Eltenton Informationen über das Atombombenprojekt an den russischen Geheimdienst weitergegeben hat.
Oppenheimer äußert sich darüber negativ „...ich meine, ich sagte: «Aber das ist Verrat!» ? ich bin mir nicht sicher, ich sagte jedenfalls etwas der Art, dass das schrecklich und indiskutabel wäre. Und Chevalier sagte, dass er völlig mit mir übereinstimme.“
Oppenheimer meldete den Vorfall jedoch erst ein halbes Jahr später dem Sicherheitsoffizier Johnson und später dessen Vorgesetzten Colonel Boris Pash. Um Chevalier zu schützen, nannte er ihn jedoch bei dieser Aussage nicht, sondern erfand „eine Räuberpistole“. Er gab an, dass er von Eltentons Absichten durch 3 Mittelsmänner erfahren hätte. Er wollte Chevalier nicht nennen, um ihn zu schützen und ihn nicht mit der Sache in Verbindung zu bringen. Erst als ihm General Groves den militärischen Befehl gab, die Namen zu nennen, nannte er sich und Chevalier. Der von Robb geladene Colonel Pash belastet Oppenheimer. Er ist der Überzeugung, dass die Aussage, die Oppenheimer zuerst machte, die Wahrheit war und Oppenheimer ein Sicherheitsrisiko darstellt.
Auf einem Tonband aus dem Sommer 1943 ist die Aussage Oppenheimers zur Eltentonaffäre gegenüber Pash festgehalten. Hier erzählt Oppenheimer die nach seinen Angaben erfundene Version der Geschehnisse. Nachdem Pash entlassen wurde, wird der Anwalt John Lansdale gehört, der für die Sicherheit des Atomwaffenprojekts in Los Alamos zuständig war. Er war dafür verantwortlich, Oppenheimer die Sicherheitsgarantie zu erteilen oder sie ihm zu verweigern. Oppenheimer galt damals als der Einzige, der Los Alamos verwirklichen konnte. Das FBI war ihm gegenüber jedoch skeptisch. Um zu einer Entscheidung zu gelangen, ließ Lansdale ihn überwachen. Lansdale war davon überzeugt, dass Oppenheimer kein Kommunist war und dass er seinen Bruder schützen wollte und nicht Chevalier. Er gibt an, dass das Verhalten Oppenheimers typisch für die Wissenschaftler war. Rolander fragt ihn, was er mit den Aufnahmen des Gesprächs zwischen Oppenheimer und Jean Tatlock gemacht hat. Er sagt, dass er die Aufnahmen vernichtet habe.
Als Rolander den Inhalt des Gespräches erfahren will, gibt Lansdale keine Auskunft, da er dieses Gespräch für zu privat hielt. Gray bestätigt, dass er dazu aufgrund des früheren Antrags keine Aussagen machen muss. Lansdale sieht das Verfahren als hysterisch an und kritisiert, dass Dinge, die in der Vergangenheit stattfanden, mit den aktuellen Gefühlen beurteilt würden. Dr. Evans befragte die beiden Zeugen nach der Sicherheit in Atomwaffenprojekten. Pash ist der Ansicht, dass zur Bewahrung der Sicherheit die Freiheit eingeschränkt werden müsse. Lansdale ist skeptischer. Er glaubt, dass die Freiheit aufzugeben bedeute, das aufzugeben, was man zu schützen versuche. Am Ende der Szene vertagt Gray die Sitzung. Er kündigt an, dass nun Oppenheimers Verhalten in Bezug auf die Wasserstoffbombe behandelt wird.

### 2. Teil
7. Szene

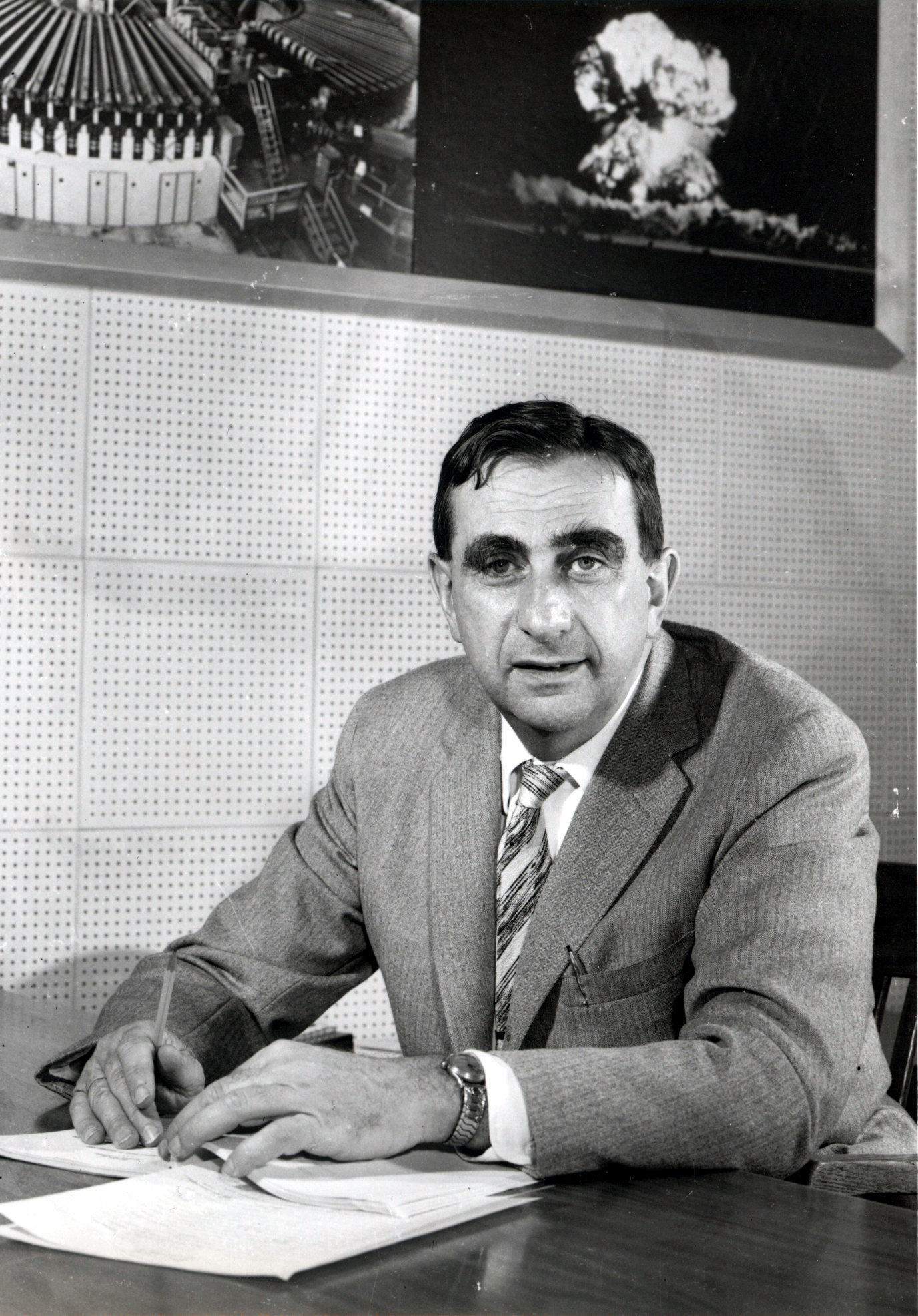
Edward Teller

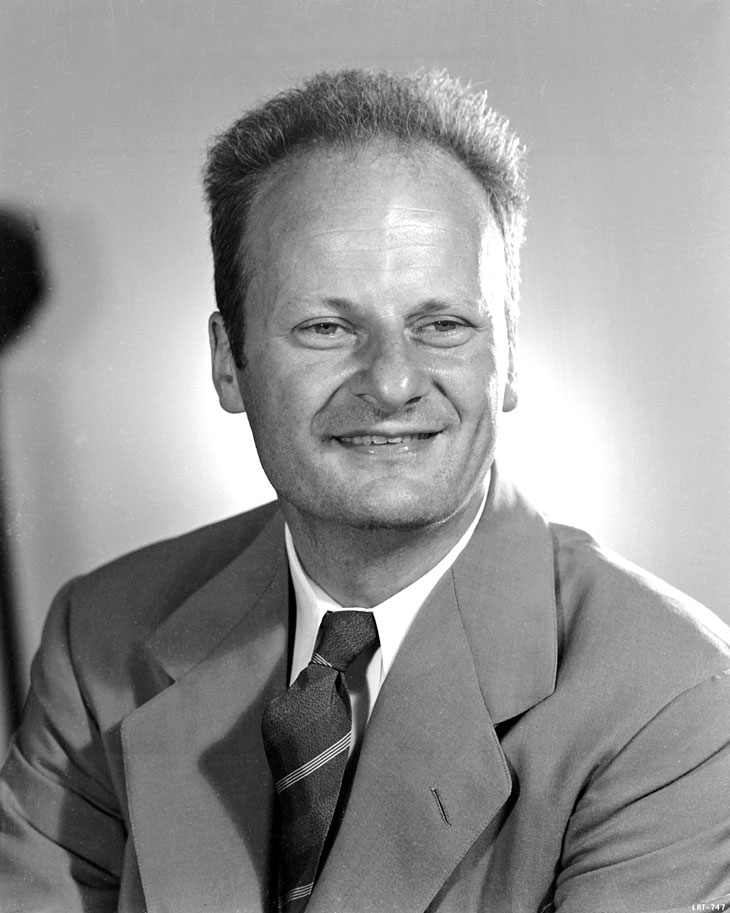
Hans Bethe

Am Anfang der 7. Szene erfährt man, dass ein Brief der Atomenergiekommission sowie Oppenheimers Antwortschreiben darauf an die New York Times gegeben wurden. Robb und Marks schieben sich gegenseitig die Schuld zu, sich nicht an die Absprache gehalten zu haben und mit der Sache an die Presse gegangen zu sein. Das Verhör geht nun näher auf die Frage des Verhaltens von Oppenheimer in Bezug auf die Wasserstoffbombe ein.
Oppenheimer sieht diese Waffe als sehr problematisch an und wünschte sich eine Verzichtserklärung seitens der beiden Großmächten Amerika und Russland, weist jedoch Vorwürfe, er habe die Entwicklung verzögert oder ihr aufgrund von moralischen Bedenken entgegengewirkt, zurück. Er habe sich in dieser Frage neutral verhalten und die Entwicklung zeitweise auch unterstützt. Der Physiker Dr. Edward Teller, welcher auch in Los Alamos mitwirkte und die Wasserstoffbombe entwickelte, wird verhört. Dieser gibt an, dass sich Oppenheimer bei der Wasserstoffbombenentwicklung „abwartend neutral“ verhalten hat, aber die Entwicklung auch nicht unterstützt hätte.
Oppenheimer habe keinen Enthusiasmus gezeigt. Die Wasserstoffbombe hätte mit Oppenheimers Unterstützung vorher entwickelt werden können, aber Teller wird die berechtigte Frage von Evans gestellt, ob „man einem Menschen vorwerfen kann, dass er sich für eine bestimmte Sache, die Wasserstoffbombe in unserem Fall, nicht begeistert hat?“. Er sieht Oppenheimer als „subjektiv“ loyal an, würde sich aber „sicherer fühlen, wenn die wichtigsten Interessen des Landes nicht in seinen Händen lägen.“ Die Frage, ob er moralische Skrupel gehabt habe, verneint er; es sei nicht vorherzusehen, wie sich die Verwendung der Bombe auswirke und er hoffe, dass sie niemals eingesetzt würde.
Als nächster Zeuge wird Dr. Hans Bethe vernommen. Er war in Los Alamos der Leiter der Abteilung theoretische Physik und ebenfalls an der Entwicklung der Wasserstoffbombe beteiligt. Er kann Oppenheimers Zweifel verstehen und erklärt, dass er selbst nur aus pragmatischen Gründen an der Wasserstoffbombe mitgearbeitet habe.
Dr. David Griggs, der Chefwissenschaftler der Air Force, sieht Oppenheimer als Teil einer Verschwörung gegen den Bau der Wasserstoffbombe. Dr. Rabi habe bei dem Vistas-Projekt „ZORC“ an eine Tafel geschrieben. Dies soll für die Namen Zacharisas, Oppenheimer, Rabi und Charlie Lauritzen stehen, welche angeblich eine Gruppe bildeten, die die Weltabrüstung anstrebe. Er betrachtet Oppenheimer als ein Sicherheitsrisiko.
Dr. Isadore Isaac Rabi deckt die Hintergründe zu „ZORC“ auf. Auf der Konferenz schrieb nicht er, sondern Dr. Zacharisas, ein Kernphysiker der U.S. Marine, an die Tafel. Es sei eine Anspielung auf einen „schweinischen“ Artikel in der Zeitschrift Fortune. Zacharisas habe dies getan, da Griggs auf seine Gegner nicht mit Argumenten, sondern mit Verdächtigungen reagiert habe. Rabi sieht sich in einer ähnlichen Position wie Oppenheimer. Er fand zwar anfangs die Lügen Oppenheimers in der Eltentonaffäre „töricht“, könne sein Verhalten jetzt aber nachvollziehen. Er hält Oppenheimer für absolut loyal und sieht die Verhandlung als große Gefahr für die Wissenschaft an. Gray betont, dass es sich nicht um ein richtiges Gerichtsverfahren handele, Rabi sieht aber dessen Bedeutung trotzdem höher als ein normales Verfahren.
8. Szene
Am 6. Mai 1954 bekommen die Rechtsvertreter die Möglichkeit, ihr Plädoyer zu halten. Für die Atomenergiekommission hält dieses Robb. Oppenheimer sei die Sicherheitsgarantie nicht mehr zu erteilen, da er zu starke Verbindungen zu Kommunisten gehabt habe und daher auch in seinen Denkweisen diesen Ideologien zu nahe stehe. Dass Oppenheimer sich nicht mehr aktiv an der Entwicklung der Wasserstoffbombe beteiligte, nennt er in Bezug auf dessen linken Ansichten als „Gedankenverrat“. Robbs Ideologie geht dahin, die Sicherheit seines Landes auch auf Kosten der Freiheit zu verteidigen.
Das Plädoyer für Oppenheimer hält sein Anwalt Marks. Dieser plädiert auf die Loyalität Oppenheimers gegenüber den Vereinigten Staaten, vor allem mit der Entwicklung der Atombombe. Seine Haltung zur Wasserstoffbombe habe er auch, weil er um das Wohl des Landes besorgt sei; eine weltweite Verzichtserklärung wäre für die ganze Zivilisation besser, da sie auch seinem Land Frieden bringe. Robbs Ansichten halte er für höchst gefährlich, da diese der demokratischen Freiheit zuwiderlaufen. Gray vertagt die Sitzung zur Urteilsbesprechung.
9. Szene
Das Urteil der Kommission wird verkündet. Gray und Morgan sind der Ansicht, dass Oppenheimer die Sicherheitsgarantie nicht mehr zu erteilen ist. Sie begründen ihre Entscheidung mit dem Verhalten Oppenheimers in der Eltentonaffäre sowie seiner Nichtbeteiligung an der Wasserstoffbombenentwicklung. Evans schreibt in seinem Minderheitsbericht, dass Oppenheimer die Sicherheitsgarantie weiterhin zu erteilen sei. Er sehe keine Zweifel an dessen Loyalität, sei sogar der Meinung, dass Oppenheimers Verhalten in Bezug auf die Wasserstoffbombe richtig sei, und dass es seine bürgerliche Pflicht sei, seine Meinung in dieser wichtigen Frage zu vertreten.
Die Mehrheit des Ausschusses ist damit gegen die Erteilung, Oppenheimers Sicherheitsgarantie wird somit entzogen. Gray stellt klar, dass Oppenheimer die Möglichkeit hat, gegen dieses Urteil bei der Atomenergiekommission Einspruch einzureichen. Oppenheimer erhält am Ende noch die Möglichkeit zu einem Schlusswort. Im historischen Fall bekam er diese Möglichkeit jedoch nicht. In seiner Schlussrede hinterfragt er die Loyalität der Physiker gegenüber der Regierung kritisch. Er beendet seine Ausführungen mit den Worten: „Wir haben die Arbeit des Teufels getan, und wir kehren nun zu unseren wirklichen Aufgaben zurück. ... Wir können nichts Besseres tun als die Welt an diesen wenigen Stellen offen zu halten, die offen zu halten sind.“

## Textart und Aufbau
Das Stück wird dem Dokumentarischen Theater zugerechnet. Im Gegensatz zum klassischen Drama beziehen sich die Stücke auf historische Dokumente und Fakten, wodurch ein dokumentarischer Effekt erzielt werden soll. Eine wesentliche Quelle des Texts bildet nach Angaben des Verfassers das etwa 3.000 Maschinenseiten umfassende FBI-Protokoll der Vernehmungen Oppenheimers.
In Kipphardts Stück werden, im Gegensatz zu den richtigen Verhören, 6 anstelle von 40 tatsächlichen Zeugen vernommen. Die Aussagen dieser sollen die wirklich gemachten Aussagen alle möglichst wirklichkeitsgetreu enthalten, um das Drama nicht zu weitgehend zu gestalten. So nahm er sich die Freiheit, die Verhöre in einer literarischen Form umzusetzen. Er baute daher Miniszenen und Monologe in das Drama ein, die in der wirklichen Verhandlung nicht stattfanden. Er versuchte jedoch trotzdem die historischen Geschehnisse möglichst sinngenau wiederzugeben. Dabei verfuhr er nach dem Prinzip, „so wenig wie möglich und so viel wie notwendig“ an den Originalprotokollen zu verändern. Er begründete diese Arbeitsweise mit Hegels Ästhetik.
Kipphardts Stück entspricht der groben Struktur eines Gerichtsverfahrens. Es beginnt mit dem Verhören von Zeugen und des Angeklagten durch die Anwälte beider Seiten, später folgen die Plädoyers und wird schließlich durch die Urteilsverkündung sowie das Schlusswort des Angeklagten abgeschlossen.

## Hauptpersonen

### Oppenheimer
Oppenheimer verkörpert in diesem Stück den typischen Physiker zur Zeit der Handlung, im Konflikt zwischen Loyalität gegenüber dem Staat und gegenüber der Menschheit.
Die Hauptperson in diesem Buch wird zudem nicht als eine Art „Held“ mit positiven Eigenschaften, sondern als charakterlich neutral dargestellt.
So handelt er zum einen nachsichtig und vernünftig gegenüber der Menschheit, als er sich aufgrund der ihm bewussten Folgen gegen den Bau der Wasserstoffbombe ausspricht. Zugleich tritt er während der gesamten Verhandlung dem Ausschuss gegenüber recht arrogant und gefühlskalt auf. So ist er der Meinung, sein Freund Chevalier hätte es sowieso nicht verstanden, wenn er ihm erklärt hätte, dass er die Spionagesache gegen ihn in Gang gebracht hat. Auch in seiner Aussage über Physiker, welche die Ansichten der Regierung teilen, wirkt er sehr oberflächlich und arrogant. Dies kann gedeutet werden als eine Haltung, nur so weit wie unbedingt nötig mit dem Untersuchungsausschuss zu kooperieren, ihn und seine Methoden aber eigentlich nicht anzuerkennen.
Obwohl Oppenheimer während des gesamten Verhörs zu taktieren versucht, wirken seine Aussagen oft widersprüchlich, unentschlossen und inkonsequent, seine Handlungen und Aussagen führen zudem oft zum gegenteiligen Ergebnis. Vor allem sein Verhalten in der Chevalier-Affäre ist unverständlich, durch sein langes Zögern sowie seine falschen, widersprüchlichen Aussagen, mit denen er seinen Freund zu schützen versucht, führen letztendlich zum gegenteiligen Ergebnis, nämlich, dass Chevalier alles verliert. Oppenheimer legt hier eine mentale Nicht-Souveränität an den Tag, die eine Folge der wochenlangen Verhöre sein könnte.
Auch ist er nicht in der Lage seine Skrupel gegenüber den Folgen der Atombombe offen zu bekunden, stattdessen drückt er seine Gefühle immer wieder in bekannten literarischen Zitaten aus, z. B. aus Hamlet. Durch diese schleierhafte, inkonsequente Formulierung seines Standpunktes machte er es der Anklage schließlich leicht, eine illoyale Haltung gegenüber der Regierung nachzuweisen. Spekulativ bleibt, ob das vielleicht sogar seine Absicht war, um sich auf diese Weise dem Wasserstoffbombenprojekt endgültig entziehen zu können.
Anscheinend naiv handelt Oppenheimer, als er z. B. nicht an die Öffentlichkeit gehen will, da er der Meinung ist, er könne den Ausschuss auch so überzeugen. Dadurch macht er es leicht, den Prozess als politisches Exempel dastehen zu lassen.
Während des Prozesses macht Oppenheimer dennoch eine Wandlung durch. Am Ende muss er erkennen, dass er doch in einer gewissen Weise schuldig ist, nämlich insofern, als er einsieht, viel zu lange untätig die Physik ans Militär ausgeliefert zu haben und nun hilflos vor den Auswirkungen steht.

### Der Ausschuss
Während die beiden Mitglieder Morgan und Gray Oppenheimer als illoyal gegenüber der Regierung erklären, kann Evans keine Illoyalität in Oppenheimers Handeln erkennen. Als der einzige Naturwissenschaftler im Ausschuss erkennt er die Konfliktsituation Oppenheimers. Er versucht während des gesamten Verhörs diesen Konflikt zu verdeutlichen, wird aber letztendlich von seinen Kollegen überstimmt.

### Die Zeugen
Edward Teller tritt während seiner Vernehmung als deutlicher Kontrast zu Oppenheimer hervor. Er sieht die Entdeckungen der Wissenschaftler als moralisch neutral an, was die Militärs daraus machen würden, sei nicht mehr Sache der Physiker, außerdem sieht er den Fortschritt als einzig Vernünftiges an. Offen bleibt freilich auch in seinem Fall, was seine tatsächlichen Überzeugungen sind und was er dem Ausschuss vielleicht nur sagt, um seine Loyalität zu beweisen (z. B. die „Neutralität“ der Wissenschaftler).
Während der gesamten Vernehmung tritt er geradlinig und beinahe kampflustig auf, anders als Oppenheimer wirkt er zielstrebig und bedacht, erwähnt allerdings auch, dass er zwar im Unterschied zu Oppenheimer die Wasserstoffbombe mitzuentwickeln bereit sei, aber mit Oppenheimer in der Hoffnung übereinstimme, dass sie niemals eingesetzt würde.
Auch Griggs, der als ehrgeizig, hübsch und unbedeutend beschrieben wird, sagt gegen Oppenheimer aus. Allerdings wirkt er nicht besonders glaubwürdig, da seine Verschwörungstheorie einzig und allein auf fragwürdigen Presseberichten beruht. Seine persönliche Ablehnung gegen Oppenheimer wird sehr deutlich.
Bethe und Rabi hingegen entlasten Oppenheimer. Bethe vertritt hierbei Oppenheimers Meinung zur Abrüstung. Als Gründe für die Verzögerung beim Bau der Wasserstoffbombe nennt er ebenfalls die Skrupel der Physiker.
Im Gegensatz zum ruhig und sachlich auftretenden Bethe wirkt Rabi impulsiv und persönlich von den Vorwürfen angegriffen. Er verteidigt seinen Freund Oppenheimer, indem er dessen Verdienste für die Wissenschaft rühmt.
Die Geheimdienstler Pash und Lansdale vertreten zwei gegensätzliche Meinungen: Pash hält Oppenheimer für immer noch kommunistisch und dadurch ein Sicherheitsrisiko, während Lansdale Oppenheimer als liberalen Menschen ansieht.

## Dramatischer Konflikt
Den Kern des Schauspiels bildet der Konflikt zwischen dem in besonderer gesellschaftlicher Verantwortung stehenden Wissenschaftler und einem Staat, der seinen Bürgern (zumal im Kontext des frühen Kalten Kriegs und den Verfolgungen der McCarthy-Ära) unbedingte politische Loyalität abverlangt.
Die Situation für die Wissenschaftler ist schwierig: Während ihre Ergebnisse früher ausschließlich für die gesamte Menschheit bestimmt waren, unterliegt ihre gesamte Arbeit nun ihrem jeweiligen Staat, der über die Veröffentlichung oder die ausschließlich geheime, militärische Nutzung der Erkenntnisse entscheidet. So sind die Wissenschaftler willenlose Diener des Staates. Viele Physiker erkennen allerdings, wie auch Oppenheimer, viel zu spät, dass sie längst zu unmündigen Werkzeugen für die konkurrierenden Staaten geworden sind. Sie unterliegen dem Staat und ihre Forschungen, die eigentlich zum Wohle der Menschheit gedacht waren, werden nun in Form von Waffen gegen die Menschheit gerichtet.
Genau diese Tatsache nennt Oppenheimer den eigentlichen Verrat im gesamten Verfahren, keinesfalls der Verrat durch Spionage an einem Staat, dem man unterliegt, sondern ausschließlich den vorausgehenden Verrat an der Wissenschaft. So sagt Oppenheimer, er habe den Vereinigten Staaten, entgegen der Anklage, sogar zu viel Loyalität zugesichert und durch die völlige Unterwerfung vor dem Militär die Ideale der Wissenschaft verraten.
Kipphardt stellt damit einen ähnlichen Konflikt dar, wie er auch in Brechts Leben des Galilei und Dürrenmatts Die Physiker thematisiert wird.

## Rezeption
Kipphardt hatte persönlichen Kontakt zu Oppenheimer aufgenommen. Oppenheimer lehnte jedoch die ersten Stückentwürfe aufgrund inhaltlicher Fehler von Kipphardt ab. Kipphardt nahm sich der Kritik Oppenheimers an und strich diverse Stellen. Er verfasste einen Artikel, in dem die Unterschiede zwischen der historischen Verhandlung und dem Theaterstück dargelegt wurden. Dieser Artikel sollte dem Programmheft jeder Vorstellung beigefügt werden. Oppenheimer drohte Kipphardt an, rechtlich gegen das Stück vorzugehen, bereute jedoch in einem seiner letzten Briefe diese Aussagen. Oppenheimer starb kurz darauf.
Nachdem Kipphardts Stück am 23. Januar 1964 als Fernseh-Dokumentarspiel vom Hessischen Rundfunk im Abendprogramm der ARD gezeigt worden war (Regie: Gerhard Klingenberg), erarbeitete Kipphardt im selben Jahr eine Theaterfassung, die am 11. Oktober 1964 an der Freien Volksbühne in Berlin (Regie: Erwin Piscator) und an den Münchner Kammerspielen (Regie: Paul Verhoeven) uraufgeführt wurde. Kipphardt wurde für das Schauspiel mit zahlreichen Preisen ausgezeichnet. Der Erfolg reichte weit über die deutschen Grenzen hinweg. Kipphardt erhielt den erstmals vergebenen Fernsehfilmpreis der Deutschen Akademie der Darstellenden Künste und den Kritikerpreis des Internationalen Fernsehfestivals in Prag.
Der französische Regisseur Jean Vilar schuf eine französische Fassung des Oppenheimer-Stoffs unter dem Titel Le Dossier Oppenheimer und inszenierte diese zum Dezember 1964 am Théâtre National Populaire. Der Regisseur gab vor, ein neues Stück allein auf Grundlage der Verhörprotokolle geschaffen zu haben. Kipphardt widersprach dem in einem Artikel in der Süddeutschen Zeitung. Die Fassung Vilars rücke Oppenheimer in ein heroisches Licht und entspreche nur teilweise den Protokollen. Vilars Theatertext basiere auf seinem eigenen Stück, das nur unwesentlich abgeändert worden sei. Nachdem der Suhrkamp Verlag Vilar rechtliche Schritte wegen Verstoßes gegen das Urheberrecht angedroht hatte, lenkte der Regisseur ein und machte Kipphardts Stück als Grundlage seines Bühnentextes kenntlich.
1977 erarbeitete Kipphardt für eine Hamburger Inszenierung eine Neufassung des Stücks.

## Auszeichnungen
- Fernsehfilmpreis der Deutschen Akademie der Darstellenden Künste (1964)
- DAG-Fernsehpreis in Gold (1965)